# Oscar Dickson
Oscar Dickson, u Oskar Dickson (2 de diciembre de 1823, Gotemburgo, Suecia - 6 de junio de 1897 en su propiedad en Almnäs, cerca de Estocolmo) fue un magnate, comerciante y filántropo proveniente de una familia de origen escocés. En su época fue considerado el más rico de todos los suecos.
Dickson, junto con el rey Óscar II de Suecia y a Alexander Sibiryakov, fue el patrocinador de varias exploraciones árticas en el siglo XIX. Patrocinó las exploraciones a la zona ártica de Rusia y a Groenlandia a Adolf Erik Nordenskjöld, así como el viaje polar de Fridtjof Nansen en el Fram.
Siempre entusiasta del Ártico, Oscar Dickson patrocinó varias empresas polares importantes entre los años 1860 y 1890. Dickson fue nombrado Barón en 1885 por el rey Óscar. Fue miembro de la Real Academia de las Ciencias de Suecia desde 1878.

## Honores
La Isla Dikson en el Mar de Kara fue nombrada en su honor.